# Slovenska Skupnost
Slovenska Skupnost ou Unione Slovena (SSk) est un parti politique italien, qui se veut le parti des Slovènes en Italie.
L'Union slovène se présente avec des listes propres ou apparentées avec d'autres partis (il est membre fondateur de la Marguerite), catholique et démocratique. Il est présent en Frioul-Vénétie Julienne (surtout à Trieste et Gorizia, un peu moins dans la province d'Udine, dans les vallées de la Benecia et Val Canale).
Il est membre de l'Alliance libre européenne.
Son dirigeant, Drago Stoka, a été candidat (non élu) aux élections du Parlement européen de 2004, en 2e place derrière le député européen Michl Ebner, de la Südtiroler Volkspartei (Partito popolare sudtirolese), avec lequel il a fait liste commune dans la circonscription électorale du Nord-Est.
Lors des élections régionales des 13 et 14 avril 2008, Slovenska Skupnost (SSk) obtient 7 003 voix (1,24 %) et un conseiller régional, élu à Trieste. Aux élections suivantes en 2013, cet élu est confirmé en alliance avec le Parti démocrate.